# Johannes Meyer-Brüggemann
Johannes Meyer-Brüggemann (* 16. April 1871 in Salzwedel; † 1957) war ein deutscher Kaufmann und Kommunalpolitiker. Er war im Jahr 1945 Landrat im Kreis Salzwedel.

## Leben
Johannes Meyer-Brüggemann hatte einen jüdischen Großvater und stammte aus Salzwedel in der Altmark. Er arbeitete seit 1895 in der familieneigenen Firma M. Nelke Wwe. die Bankgeschäfte tätigte und in der Güterproduktion tätig war; seit 1912 war er Eigentümer. Meyer-Brüggemann war zudem Offizier, zuletzt im Rang eines Majors der Landwehr-Kavallerie, und zwischen 1919 und 1933 Stadtverordneter im Magistrat seiner Geburtsstadt. Danach war er bis 1935 Beirat in der Reichskalistelle. Er war nach der Befreiung 1945 für einige Monate Landrat des Kreises Salzwedel. Zwischen 1946 und 1949 war er erneut Stadtverordneter.

## Funktionen
- Vorsitzender des Aufsichtsrates der GmbH Der Deutsche Kalihandel
- Vorsitzender des Aufsichtsrates der Düngerhandel GmbH in Berlin[3]
- stellvertretender Vorsitzender des Aufsichtsrates der Salzwedeler Kleinbahnen
- Mitglied des Aufsichtsrates der Zuckerfabrik Salzwedel
- Mitglied der Handelskammer Halberstadt